# PSソリューションズ
PSソリューションズ株式会社は、ソフトバンク・ペイメント・サービス（現：SBペイメントサービス）株式会社で行っていたシステムソリューション事業を会社分割により承継することで設立された会社。
事業領域は主に、オラクル社をはじめとした外資系IT企業のパートナービジネスを行う代理店事業、自社製ソフトウェアの開発・販売・サポート事業、ITアウトソーシング事業の3分野である。

## 沿革
- 2010年（平成22年）
  - 9月1日 - ソフトバンク・ペイメント・サービス株式会社の100%出資子会社として設立。
  - 9月8日 - ソフトバンク系3社（モバイル、テレコム、BB）のコンタクトセンター約8,400席にCTIソリューション「CORELIS」導入[3]。
- 2011年（平成23年）5月18日 - オラクル社と企業向けクラウド事業で提携[4]。
- 2012年（平成24年）2月3日 - 認証基準：JIS Q 27001：2006（ISO/IEC 27001：2005）取得。
- 2013年（平成25年）4月1日 - 本社を汐留シティーセンターに移転。
- 2014年（平成26年）12月1日 - ソフトバンクグループの100%子会社となる
- 2015年（平成27年）
  - 10月14日 - 日立製作所と共同開発した「e-kakashi」を発売[5]。
  - 12月24日 - 「e-kakashi」サービス提供開始。
- 2017年（平成29年）
  - 7月13日 - サッポロビールのぶどう園に「e-kakashi」が導入される[6]。
  - 7月25日 - 国際熱帯農業センターがコロンビアで「e-kakashi」の実証実験開始[7]。
- 2019年（令和元年）10月28日 - コロンビア「スマートライスファーミングプロジェクト」に「e-kakashi」を納入[8]。
- 2021年（令和3年）8月7日 - 本社を東京ポートシティに移転。

## e-kakashi（いいかかし・イーカカシ・e-案山子）
当社と日立製作所が共同開発した農業管理システム。2011年のソフトバンクイノベンチャーで提案され、事業化された。農作物の栽培に関する温湿度、土壌水分、日射量などのデータを可視化し、栽培手法をまとめるIoTである。農業のIT化を推進するとともに、ノウハウを継承しにくい勘や経験による栽培からデータに基づく科学的農業を実現し、就農者の世代交代や新規就農者の誘致・定着を推進することを狙いとして、2008年からソフトバンクモバイルにて地方自治体、農業協同組合、研究機関等と全国15カ所でフィールド実証を行ってきた。
子機、親機、クラウドデータベースから構成される。子機は温度、湿度、土壌水分量、日射量、多点温度、二酸化炭素濃度のセンサーを備え、将来はpHセンサーの拡張も検討している。バッテリー駆動で商用化モデルは3年間利用できる予定。親機とは920MHz帯ZigBeeで通信し最大1kmほどの距離で利用できる。親機は3G・LTE通信モジュールを内蔵し、子機100台分までのデータをクラウドにアップロードして蓄積を行なう。クラウドデータベースにはユーザーがスマートフォンやタブレットでアクセスして生育状態等をモニターでき、蓄積されたデータからその土地にあうノウハウを集約した「ekレシピ」を作成する事で作物の状況を可視化したり、技術指導に活かす。
親機1台、子機1台で利用する場合の機器代金は74万9,600円（税別）。アプリケーション利用料、通信料、機器管理料、クラウド利用料を含む月額利用料の最低価格は7,980円（税別）。ターゲット層は農家ではなく自治体やJAの営農指導者向けに提供している。